# Maurizio Eufemi
Maurizio Eufemi (Roma, 7 maggio 1948) è un politico italiano.

## Biografia
Dal 1979 al 1983 è assistente del presidente del gruppo parlamentare Democrazia Cristiana alla Camera dei deputati, di cui diventa poi capo fino al 1994. Nello stesso periodo (1979-83) è Coordinatore dell'Osservatorio di legislazione economica con Luigi Cappugi e Giovanni Goria. Nel 1995 è segretario generale del gruppo dei deputati dei Cristiani Democratici Uniti.
Viene eletto con l'UDC al Senato della Repubblica nel 2001. Nella XIV Legislatura è stato membro della 6ª Commissione permanente (Finanze e tesoro), della Commissione speciale per l'esame del ddl di conversione di decreti legge, della Commissione di vigilanza sull'istituto di emissione, della Commissione d'inchiesta sull'affare Telekom-Serbia, della Commissione d'inchiesta sul dossier Mitrochin e della Commissione sull'occultamento di fascicoli riguardanti i crimini nazifascisti. Inoltre è vicepresidente del gruppo parlamentare del suo partito.
Rieletto a Palazzo Madama anche dopo le elezioni politiche del 2006, il 4 maggio dello stesso anno è nominato segretario alla presidenza del Senato. Alla vigilia delle elezioni politiche del 2008, in dissenso con i leader dell'Udc, lascia il partito e il gruppo parlamentare e aderisce al Gruppo "verso il Partito Popolare Europeo".
Eufemi è membro della Società italiana di economia demografia e statistica. Inoltre è benemerito dell'Associazione Mondo Cattolico di Milano, diretta da monsignor Giuseppe d'Ascola.
Nel 2011 pubblica il volume "La politica senza eredi". Nel maggio del 2013 è tra promotori per la ricostituzione dei Cristiani Democratici Uniti.
Nel maggio 2013 viene eletto tesoriere della Associazione ex parlamentari della Repubblica.  Nel 2013 viene riconfermato tesoriere della stessa associazione per  un nuovo triennio. Nel gennaio 2018 pubblica il volume "Pagine democristiane - Uomini, idee, vicende, testimonianze". Nel marzo 2023 pubblica il volume "Una storia mai scritta" formazione, impegno e passione della classe dirigente democristiana con prefazione del Prof. Francesco Malgeri. 
Nel maggio 2024 pubblica il volume Scritti e discorsi tra Politica ed Economia con prefazione di Mario Tassone e postfazione di Calogero Mannino.